# Arboretum Opeka
Arboretum Opeka nalazi se u sklopu perivoja oko istoimenog dvorca u naselju Marčan, općina Vinica, Varaždinska županija. Smješten je podno maceljske šume, u sjevernom dijelu Hrvatskog zagorja, i ima površinu od oko 64 hektara. U njemu se nalazi više od 100.000 primjeraka drveća, grmova, povijuša i cvijeća. Po raznolikosti i bogatstvu biljaka, pripada svjetski poznatim parkovima engleskoga stila. Uz Maksimir i Križovljan grad, Opeka je najvrjedniji park kontinentalne Hrvatske.

## Povijest arboretuma
Premda je park oko dvorca postojao već u 17. stoljeću, njegovo smišljeno i plansko oblikovanje uslijedilo je tek početkom 19. stoljeća, kada su mu vlasnici bili grofovi Draškovići. S obzirom na to da grof Franjo Drašković nije imao muških potomaka, udajom njegove kćeri Ferdinande 1852. za grofa Marka Bombellesa st. vlasnikom Opeke postaje obitelj Bombelles. Grof Marko počinje s dopremanjem egzotičnog drveća i uređenjem parka prema engleskim uzorima. Sa svojih putovanja diljem svijeta (Japan, Kina, Tibet, Kavkaz, Sjeverne Amerika,...) grof Marko je donosio različite sadnice te uz bečke arhitekte hortikulture park pretvorio u pravi arboretum s rijetkim biljnim vrstama. Kao godina službenog početka nastajanja arboretuma uzima se 1860.
Tijekom sljedećih godina arboretum je stalno proširivan i dopunjavan novim biljnim vrstama iz cijelog svijeta i početkom 20. stoljeća uglavnom dobio izgled i sastav kakav ima danas. Članovi obitelji Bombelles brinuli su se i održavali Opeku u zavidnom stanju dok je bila u njihovom vlasništvu (do 1945. godine), a nakon toga su se o njoj brinule državne institucije. Za vrijeme Drugog svjetskog rata dvorac i park su ostali neoštećeni.

## Arboretum danas
Park je podijeljen na dva dijela: donji (ravničarski, u kojem su vrt i dvorac) i gornji (šumski dio koji se prostire po brežuljcima). Popisom iz 1963. utvrđeno je da je tada u parku bilo 4927 primjeraka bjelogoričnog drveća, 8651 crnogorično stablo, 13 primjeraka zimzelene bjelogorice, 299 bjelogoričnih grmova, 86 zimzelenih grmova, 10 crnogoričnih grmova, 14 penjačica i 16 povijuša, ukupno 14 016 primjeraka, odnosno 182 različite vrste. Šumarski institut Jastrebarsko je popisom iz 2006. ravničarskog dijela arboretuma utvrdio stanje od 2816 biljnih jedinki koje su razvrstane u 180 taksonomskih jedinica, 86 rodova i 44 porodice. U parku je očuvano i nekoliko izvornih klupa od kamena iz 19. stoljeća.
Zemaljski zavod za zaštitu prirodnih rijetkosti iz Zagreba ga proglašava zaštićenom prirodnom rijetkošću 1947., a Republički zavod za zaštitu prirode ga 1961. proglašava hortikulturnim spomenikom. Dvorac i arboretum su od prosinca 2007. i zaštićeno kulturno dobro Republike Hrvatske, a od iste godine arboretum održavaju i uređuju Javna ustanova za upravljanje zaštićenim prirodnim vrijednostima na području Varaždinske županije, učenici Srednje škole "Arboretum" u Vinici te Općina Vinica.

## Vanjske poveznice
- Povijest dvorca i arboretuma Opeka
- Srednja škola "Arboretum Opeka" smještena uz sam park  Arhivirana inačica izvorne stranice od 20. kolovoza 2019. (Wayback Machine)
- Katalog parka na stranicama Srednje škole u Vinici[neaktivna poveznica]
- Arboretum: Prije 55 godina u Marčan stigli prvi budući vrtlari Objavljeno 7. srpnja 2013.